# Philip Roller
Philip Roller (tiếng Thái: ฟิลิป โรลเลอร์; sinh ngày 10 tháng 6 năm 1994) là một cầu thủ bóng đá người Đức-Thái Lan.

## Sự nghiệp
Sinh ra ở Đức, Roller bắt đầu chơi bóng với đội bóng địa phương TSV Bad Boll. Anh thi đấu đội trẻ của 1.FC Eislingen, VfL Kirchheim, SSV Ulm 1846, Grasshopper Club Zürich và Stuttgarter Kickers nhưng chưa bao giờ góp mặt trong đội chính. Roller từng thi đấu ở Oberliga and Regionalliga trước khi ký hợp đồng với SC Austria Lustenau nơi anh có 13 lần ra sân ở Giải bóng đá hạng nhất quốc gia Áo. Năm 2017, anh chuyển đến Thái Lan, gia nhập Ratchaburi Mitr Phol, một vài tuần trước khi ra mắt quốc tế.
Roller được phép thi đấu quốc tế cho Đội tuyển bóng đá quốc gia Thái Lan nhờ có mẹ là người Thái Lan. Vào tháng 7 năm 2017 Philip Roller được triệu tập để tham dự Cúp Nhà vua Thái Lan 2017.

### Quốc tế
Tính đến 1 tháng 1 năm 2022
| Đội tuyển quốc gia | Năm       | Trận | Bàn |
| ------------------ | --------- | ---- | --- |
| Thái Lan           | 2017      | 2    | 0   |
| Thái Lan           | 2018      | 9    | 1   |
| Thái Lan           | 2021      | 2    | 0   |
| Thái Lan           | 2022      | 3    | 1   |
| Thái Lan           | Tổng cộng | 16   | 2   |

| # | Ngày                 | Địa điểm                                       | Đối thủ   | Bàn thắng | Kết quả | Giải đấu |
| - | -------------------- | ---------------------------------------------- | --------- | --------- | ------- | -------- |
| 1 | 11 tháng 10 năm 2018 | Sân vận động Vượng Giác, Vượng Giác, Hồng Kông | Hồng Kông | 1–0       | 1–0     | Giao hữu |
| 2 | 24 tháng 3 năm 2022  | Sân vận động Chonburi, Chonburi, Thái Lan      | Nepal     | 1–0       | 2–0     | Giao hữu |